# Добжиця (Пільський повіт)
Добжиця (пол. Dobrzyca, нім. Borkendorf) — село в Польщі, у гміні Шидлово Пільського повіту Великопольського воєводства.
Населення — 441 особа (2011).
У 1975-1998 роках село належало до Пільського воєводства.

## Демографія
Демографічна структура станом на 31 березня 2011 року:
|          | Загалом | Допрацездатний вік | Працездатний вік | Постпрацездатний вік |
| -------- | ------- | ------------------ | ---------------- | -------------------- |
| Чоловіки | 230     | 43                 | 180              | 7                    |
| Жінки    | 211     | 33                 | 152              | 26                   |
| Разом    | 441     | 76                 | 332              | 33                   |